# Downthesun
Downthesun (Eigenschreibweise: downthesun) ist eine 1999 gegründete US-amerikanische Nu-Metal-Band aus Kansas City (Missouri) und Des Moines (Iowa).

## Geschichte
Die Bandgründung geht auf E-Bassist Lance „Kuk“ Collier und Keyboarder Nathan Church zurück, die schon zuvor in verschiedenen lokalen Musikgruppen zusammen aktiv waren. Mit einer der Vorgängerbands eröffneten Collier und Church ein Konzert für die aus Des Moines stammenden Slipknot. So ergab sich ein freundschaftlicher Kontakt zu Shawn Clown Crahan, der Collier und Church mit Sänger Satone Stevens und Schlagzeuger Dan Spain bekannt machte. Schließlich kamen mit dem zweiten Sänger Aaron Peltz und Gitarrist Neil Godfrey noch zwei weitere Musiker hinzu, bevor man 1999 in dieser Konstellation Downthesun gründete.
Mitte 2001 nahm die Band mit Produzent Garth „GGGarth“ Richardson und Crahan als ausführendem Produzenten über sechs Wochen das gleichnamige Debütalbum auf. Im Juli 2001 wurde Downthesun die erste Band auf dem von Slipknot-Mitgliedern gegründeten Musiklabel Maggot Recordings. Gitarrist Neil Godfrey verließ Downthesun kurz nach Abschluss der Aufnahmen wieder, um Motograter und wenig später Lo-Pro zu gründen. Godfrey wurde fortan durch Bruce Swink ersetzt.
Die für Anfang 2002 geplante Albumveröffentlichung über London/Sire Records wurde abgesagt, nachdem das Label geschlossen worden war. Auch eine geplante gemeinsame Europa-Tournee mit American Head Charge und Slipknot musste infolgedessen gestrichen werden; Downthesun wurden durch Will Haven ersetzt.
Die Albumaufnahmen machten A&R Monte Conner auf Downthesun aufmerksam, so dass die Band schlussendlich einen Vertrag bei Roadrunner Records unterschreiben konnte. Über diese erschien das schon fertig aufgenommene Debüt im Oktober 2002. Für die Vorab-Single Medicated wurde ein Musikvideo gedreht, das in verschiedenen Formaten im Musikfernsehen zum Einsatz kam.
Downthesun spielte im Folgenden gemeinsame Konzerte im nordamerikanischen Raum mit In Flames, Murderdolls, Slayer, Soulfly und Stone Sour.
Anfang 2003 trat mit Peltz, Spain, Stevens und Swink der Großteil der Mitglieder aus der Band aus, lediglich Collier und Church verblieben. Diese betrieben die Band mit wechselnden Musikern noch eine Weile weiter, bevor sie Downthesun Ende 2003 auflösten.
Im Jahr 2010 verkündete die Band, sich wieder in Originalbesetzung zusammengefunden zu haben und neue Musik schreiben zu wollen.

## Diskografie
Studioalben
- 2002: Downthesun (Roadrunner Records)

Singles
- 2002: Medicated (Roadrunner Records)

Sonstiges
- 2002: Medicated (DVD mit Musikvideo und zwei unveröffentlichten Tracks; Roadrunner Records)